# Robert Williams (arquer)
Robert W. Williams, Jr. (Chambersburg, Pennsilvània, 24 de gener de 1841 – Washington DC, 10 de desembre de 1914) va ser un arquer estatunidenc que va competir durant la segona meitat del segle xix i els primers anys del segle xx.
El 1904 va prendre part en els Jocs Olímpics de Saint Louis, on va guanyar tres medalles del programa de tir amb arc. Va guanyar la medalla d'or en la prova de ronda per equips, com a membre de l'equip Potomac Archers, i les de plata en la ronda York i la ronda americana, en ambdós casos rere George Bryant.